# Steatoda nobilis
Steatoda nobilis är en spindelart som först beskrevs av Tord Tamerlan Teodor Thorell 1875.  Steatoda nobilis ingår i släktet vaxspindlar, och familjen klotspindlar. Inga underarter finns listade i Catalogue of Life.